# Ferdinand Marn
Ferdinand Marn - Nande, slovenski ekonomist in informatik, * 1. junij 1927, Celje, † junij 2009, Maribor. 

## Življenje
Rodil se je materi Mariji, po izobrazbi knjigovezki in očetu Janku Marnu, ki je bil po poklicu računovodja. Osnovno šolo je najprej obiskoval v Preboldu, gimnazijo pa v Celju in kasneje v Mariboru. Leta 1944 je bil prisilno mobiliziran v pomožne enote nemškega vojnega letalstva kot Luftwaffenhelfer. Za božič 1944 se je pridružil partizanski Šercerjevi brigadi, kjer je bil kasneje ranjen. Po okrevanju v Celovcu, Mariboru in v Srbiji se je vrnil v Maribor, kjer je leta 1946 maturiral. Med študijem v Ljubljani je spoznal Vido Marinčič, s katero se je poročil 14. junija leta 1952. Leta 1953 je diplomiral na Tehniški visoki šoli v Ljubljani. Leta 1974 je magistriral na Vseučilišču v Zagrebu, leta 1982 pa je na takratni Visoki ekonomsko-komercialni šoli v Mariboru uspešno obranil doktorsko disertacijo z naslovom Ocenjevanje uporabnosti in koristnosti modelov upravljanja serijske proizvodnje in si pridobil naziv doktorja ekonomskih znanosti. 

## Delo
Marn je bil od julija 1952 do septembra leta 1971 zaposlen v Tovarni avtomobilov in motorjev Maribor (TAM), na področju priprave dela. V sodelovanju z domačimi in tujimi strokovnjaki je razvijal sodobni model upravljanja proizvodnje in pripadajoč računalniško podprt informacijski sistem. Leta 1971 je z Antonom Haucem in Štefanom Kajzerjem ustanovil Katedro za organizacijo in informatiko na Višji ekonomsko-komercialni šoli v Mariboru (VEKŠ, kasneje Ekonomsko-poslovna fakulteta Maribor), kjer je ostal do upokojitve leta 1990. Predaval je na dodiplomskem in podiplomskem študiju in bil nosilec številnih predmetov. Bil je dolgoletni predstojnik smeri za poslovno informatiko in predstojnik katedre za organizacijo in informatiko ter predsednik odbora za računalniško in informacijsko dejavnost na Univerzi v Mariboru. 
Prizadeval si je za razvoj sodobnega koncepta študija poslovne informatike. Zagovarjal je pomen interdisciplinarnega povezovanja ekonomije, organizacije, informatike in tehnike ter tehnologije za razvoj poslovnih ved in organizacije proizvodnje. Skupaj s profesorjem Štefanom Kajzerjem sta razvila model procesnega razvoja organizacije, kar je bila v tistem obdobju novost. Bil je uveljavljen strokovnjak za področje organiziranja, upravljanja in avtomatizacijo proizvodnje in za področje integralnih poslovnih informacijskih sistemov. Po upokojitvi je sodeloval v novi Mednarodni podiplomski šoli za management, kjer je sodeloval kot član projektnege ekipe in vodja modula Proizvodni management. Sodeloval je s tujimi univerzami in znanstvenimi inštitucijami na Dunaju, v Celovcu, Gradcu, Linzu, Berlinu, St. Gallnu in v Trstu.

## Priznanja
- Red dela z zlatim vencem - za posebne zasluge v gospodarstvu in za delo, ki je bilo posebnega pomena za napredek države v drugih družbenih dejavnostih.
- Priznanje Slovenskega društva informatika (1994) - kot starosti slovenskih informatikov za življenjsko delo in prispevek k razvoju slovenske informatike.

## Izbrana bibliografija
- Strojno planiranje in spremljanje proizvodnje v predelovalni industriji. Maribor: Visoka ekonomsko komercialna šola, 1970.
- Banka podatkov - osnova integrirane obdelave podatkov. Maribor : Visoka ekonomsko komercialna šola, 1973.
- Sistemski pristop k upravljanju proizvodnje. Maribor : Visoka ekonomsko komercialna šola, 1979.
- Planiranje in vodenje proizvodnje : kako posodobiti planiranje in vodenje proizvodnje v naših podjetij. Ljubljana : ODIN, 2001.